# Presidente de Chipre del Norte
El presidente de la República Turca del Norte de Chipre (más conocida como Chipre de Norte) ostenta la jefatura de dicho Estado. El actual presidente de Chipre del Norte es Ersin Tatar, que asumió al cargo el 23 de octubre de 2020.

## Elección
El presidente es elegido por un periodo de 5 años. Para ser elegido presidente, los principales requisitos son:
- Ser de origen chipriota.
- Ser mayor de 30 años.
- Ser residente de Chipre del Norte durante al menos 5 años.
- Haber completado la educación superior.

## Funciones
El presidente puede disolver la Asamblea de la República Turca de Chipre del Norte si no se puede formar un gobierno en sesenta días o si tres gobiernos sucesivos reciben un voto de censura. También puede presidir el Consejo de Ministros si así lo desea, aprobar el nombramiento de jueces y el presidente de la Corte Suprema y tiene derecho a remitir las leyes aprobadas por la Asamblea de la República a la Corte Suprema. El presidente también ha sido tradicionalmente el principal negociador para la resolución de la disputa del territorio de Chipre y es el encargado de las relaciones exteriores del país.

## Lista de presidentes
| #  | Presidente | Presidente | Presidente       | Inicio                  | Final                 | Partido                    |
| -- | ---------- | ---------- | ---------------- | ----------------------- | --------------------- | -------------------------- |
| 1° |            |            | Rauf Denktaş     | 15 de noviembre de 1983 | 24 de abril de 2005   | Partido de Unidad Nacional |
| 2° |            |            | Mehmet Ali Talat | 24 de abril de 2005     | 23 de abril de 2010   | Partido Republicano Turco  |
| 3° |            |            | Derviş Eroğlu    | 23 de abril de 2010     | 30 de abril de 2015   | Partido de Unidad Nacional |
| 4° |            |            | Mustafa Akıncı   | 30 de abril de 2015     | 23 de octubre de 2020 | Partido Democracia Comunal |
| 5° |            |            | Ersin Tatar      | 23 de octubre de 2020   | En el cargo           | Partido de Unidad Nacional |